# Aglaophenia plumosa
Aglaophenia plumosa is een hydroïdpoliep uit de familie Aglaopheniidae. De poliep komt uit het geslacht Aglaophenia. Aglaophenia plumosa werd in 1882 voor het eerst wetenschappelijk beschreven door Bale. 